# 红凌
红凌（1966年11月27日—2020年2月7日），湖北武汉人，华中科技大学生命科学与技术学院教授、博士生导师、楚天学者，国家科学奖和国家自然科学基金评委，中国抗癌协会纳米肿瘤学会委员，中国稀有疾病研究联盟全国协调主任，华中科技大学学术委员会委员。

## 生平
红凌于1988年7月获武汉大学生物系生物化学专业学士学位，1994年12月获美国亚利桑那大学生化博士学位，后在加利福尼亞大學柏克萊分校从事遗传与发育方向研究，2007年3月到华中科技大学工作。
2020年2月7日下午11时，红凌因2019冠狀病毒病于武汉协和医院逝世，享年54岁。